# (8049) 1996 FL2
A (8049) 1996 FL2 a Naprendszer kisbolygóövében található aszteroida. NEAT fedezte fel 1996. március 17-én.